# Amto
Amto (ook wel Ki, Siwai, Siawi of Siafli genoemd) is een van de twee talen, naast Musan, die tot de Amto-Musantaalfamilie behoren. De taal wordt gesproken door zo'n 200 mensen (in 2000), in de dorpjes Amto en Habiyon (of Sernion) in de provincie Sandaun, Papoea-Nieuw-Guinea. De meesten van hen spreken ook Tok Pisin.